# Zahir al-Din Maraixi
Sàyyid Zahir al-Din Maraixi ibn Nàssir al-Din (1412-1489) fou un general i historiador persa de la zona de la mar Càspia, membre de la família de sayyids marashi del Mazanderan del segle xiv que van governar fins a l'annexió a l'estat safàvida el 1596. Va estar al servei d'alguns sobirans marashi i va intervenir en una disputa successòria al Rustamdar, dirigint també altres expedicions entre les quals el setge fracassat de Nur (1463). Va escriure Tarikh-i Tabaristan u Ruyan u Mazanderan, sobre les dinasties locals des del seu origen a 1476 i Tarikh-i Gilan u Faylamistan, el mateix fins al 1489. Un tercer llibre el Tarikh-i Gurgan u Rayy no es va completar. Els seus llibres tracten força detalladament la història dels petits principats de la regió de la Càspia.